# Арекипа удивительная
Арекипа удивительная (лат. Arequipa mirabilis) — вид кактусов из рода Арекипа.

## Описание
Стебель свечевидный, до 60 см высоты и 42 см в диаметре. Рёбра (10—14) вначале бугорчатые, со временем прямые. Ареолы крупные, удлиненные, около 1 см длины и 0,5 см ширины, вначале с жёлтым войлоком, затем белеют. Радиальные колючки (7—15) стекловидные, растопыренные, около 1 см длины. Центральные колючки (3) коричневые, более жёсткие, 1—2 см длиной.
Цветки 8—9 см длиной и до 4 см в диаметр, наружные лепестки от зелёных до фиолетовых, внутренние — светло-красные. Плоды светло-жёлтые.

## Распространение
Арекипа удивительная распространена в Перу.